# کوشچین
کوشچین (به لهستانی:  Kuścin) یک روستا در لهستان است که در گمینا کوژنگتسا واقع شده‌است.